# Filmistan
Filmistan war eine indische Filmgesellschaft des Hindi-Films der 1940er und 1950er Jahre.
Filmistan wurde 1943/44 auf dem Gelände der ehemaligen Sharda-Studios von Sashadhar Mukerji und Rai Bahadur Chunilal gegründet. Beide waren zuvor in der Produktionsleitung der Gesellschaft Bombay Talkies tätig, hatten sich jedoch mit der neuen Besitzerin Devika Rani überworfen. Das Startkapital von Filmistan wurde aus Mukerjis Erfolgsproduktionen Naya Sansar (1941) und Kismet (1943) generiert. Die erste Produktion der Gesellschaft war Chal Chal Re Naujawan (1944), bei dem Gyan Mukherjee Regie führte. Das Studio verfolgte ein Konzept von Produktionen mittleren Budgets, die sich über ihre Filmstars und die Musik einem gesamtindischen Publikum verkaufen sollten. Damit wurde Filmistan zu einer der wichtigsten indischen Filmproduktionsstätten der frühen Nachunabhängigkeitszeit.
Das Studio beschäftigte unter anderem die Regisseure Gyan Mukherjee, P. L. Santoshi, Subodh Mukherjee, Nasir Hussain, Nandlal Jaswantlal, Kishore Sahu und Ramesh Saigal; die Filmstars Ashok Kumar, Dev Anand, Dilip Kumar, Shammi Kapoor und Nalini Jaywant; sowie die Filmmusikkomponisten C. Ramchandra und Sachin Dev Burman. Mit dem kommerziellen Erfolg von Shaheed (1948), Shabnam (1949) – dem ersten gemeinsamen Film des Leinwandpaars Dilip Kumar und Kamini Kaushal – und Samadhi (1950) etablierte sich Filmistan als erfolgreichstes Studio des Hindi-Films der 1950er Jahre, dessen Einfluss stilistisch bis zu den 70er-Jahre-Filmen Manmohan Desais reicht.
Nach Unstimmigkeiten mit dem Hauptgeldgeber Tolaram Jalan, einem Industriellen, verließ Sashadhar Mukerji Filmistan und gründete 1958 die Produktionsgesellschaft Filmalaya. Das Studiogelände von Filmistan in Mumbais Stadtteil Goregaon wird seither nur noch für Filmproduktionen vermietet.